# San Francisco las Palmas
San Francisco las Palmas är en ort i Mexiko.   Den ligger i kommunen Chicomuselo och delstaten Chiapas, i den sydöstra delen av landet, 800 km sydost om huvudstaden Mexico City. San Francisco las Palmas ligger 652 meter över havet och antalet invånare är 236.
Terrängen runt San Francisco las Palmas är kuperad norrut, men söderut är den bergig. San Francisco las Palmas ligger nere i en dal. Runt San Francisco las Palmas är det ganska glesbefolkat, med 27 invånare per kvadratkilometer. Närmaste större samhälle är Chicomuselo, 17,2 km öster om San Francisco las Palmas. Omgivningarna runt San Francisco las Palmas är en mosaik av jordbruksmark och naturlig växtlighet.